# Clase Tiburón
Los Clase Tiburón fueron dos minisubmarinos que nacieron en los años 1960 con la idea de cubrir el hueco entre los clase Foca y los sumergibles convencionales. Actualmente se conservan como buque museo el Tiburón-I (SA-51) en el museo de la Ciencia de Barcelona y el Tiburón-II (SA-52) en Cartagena.

## El submarino
Con una dotación de cinco hombres, los submarinos de clase Tiburón pretendían realizar misiones de una semana de duración, serían ideales para operar en aguas de poco calado y en operaciones de comando. Estaban dotados de una mayor habitabilidad que los clase Foca, disponiendo de un baño y dos literas, lo que permitía el descanso de la tripulación en turnos de "cama caliente".
El punto de partida para la creación de estas unidades sería el minisubmarino Tipo Hai alemán. Estas naves estaban propulsadas por dos motores diésel Pegaso de 115 CV cada uno y dos motores eléctricos Cenemesa de 110 CV. Los elementos de batería eran iguales a los del "Foca", la hélice del tipo Caplan giraba dentro de una tobera Kort, al igual que sus antecesores, lo que les proporcionaba una magnífica maniobrabilidad. Su cota de inmersión llegaba hasta los 90 m.
Su armamento lo componían dos torpedos del tipo G7a o G7e, recargables desde el exterior, los cuales eran disparados a través de unas compuertas que se abrían desde el interior sin ningún portalón. La vela era mucho mayor que la de los "Foca", y llevan la escotilla de entrada mucho más elevada, lo que facilita las labores de vigilancia.

## Historial y situación actual

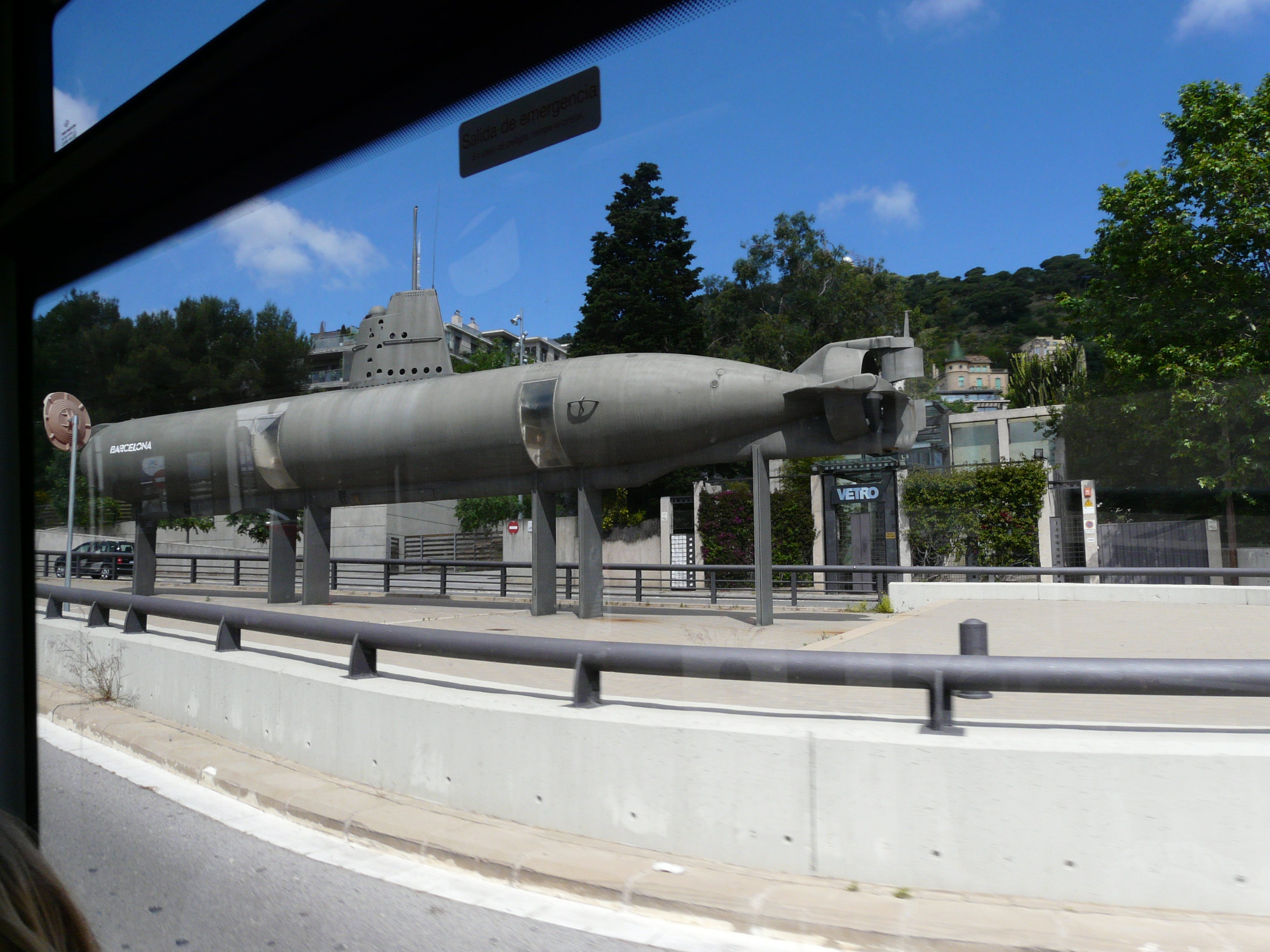
Vista de perfil del Tiburón-I (SA-51) conservado en el museo de la Ciencia de Barcelona.

La serie Tiburón, de la que finalmente se construyeron dos unidades, el SA-51 y el SA-52, que nunca llegaron a alistarse en la Armada aunque tenía considerables mejoras sobre los "Foca", tanto en la hidrodinámica, como en dotación de sistemas: hidrófonos, un primitivo snorkel fijo en la vela que le permitía navegar semisumergido y un lastre sólido montado en la quilla, el cual tras ser liberado permitía al submarino salir a superficie incluso con los tanques de lastre inundados.
Durante la Semana Naval de Barcelona de 1966 se pudieron ver en el puerto las unidades SA-42 (Clase Foca), que llegó a bordo de un transporte, y el SA-51 (Clase Tiburón), que realizó la travesía desde Cartagena por sus propios medios. 
El 9 de mayo de 1986 el SA-51 fue cedido a la Fundación La Caixa para su museo de la Ciencia de Barcelona. Se le practicaron aberturas para ser visitado, pero con la construcción de la Ronda de Dalt se tuvo que desplazar fuera del museo y elevarlo para salvarlo de los vándalos. Aún hoy puede ser admirado en el citado lugar.
El SA-52 permanece expuesto en la Base Isaac Peral en Cartagena.